# Nasiternella tjederi
Nasiternella tjederi är en tvåvingeart som beskrevs av Alexander 1962. Nasiternella tjederi ingår i släktet Nasiternella och familjen hårögonharkrankar. Inga underarter finns listade i Catalogue of Life.